# 日経PCビギナーズ
日経PCビギナーズ（にっけいピーシービギナーズ）は、日経BP社発行のパソコン誌（雑誌）であった。

## 概要
- 1999年創刊、2013年10月号（9月13日発売）をもって休刊。
- 書店売りを行っている。
- 日経PC21の増刊となっている。
- 通常の定価は680円である。

## 日経BP社発行のパソコン誌
- 日経パソコン
- 日経PC21
- 日経ベストPC+デジタル（休刊）
- 日経WinPC（2013年11月号（9月28日発売）をもって休刊）